# Norman Kerry
Norman Kerry (nascido Norman Hussey Kaiser,  16 junho de 1894 - 12 jan 1956) foi um ator americano cuja carreira na indústria cinematográfica durou vinte e cinco anos, com início em 1916 e atingindo o auge durante o cinema mudo, na década de 1920.  Subiu rapidamente em seu campo, tornando-se "o Clark Gable dos anos 20". Quando sua carreira cinematográfica declinou na década de 1930, ele ficou conhecido como um bon vivant e aventureiro internacional que morava na Riviera Francesa e até se juntou à Legião Estrangeira Francesa.

## Carreira no cinema
Kerry fez sua primeira aparição no cinema na comédia "Manhattan Madness" , de 1916, estrelando Douglas Fairbanks e dirigido por Allan Dwan . No ano seguinte, Kerry chegou ao status de ator principal em "A Little Princess", atuando com a atriz Mary Pickford . Atuou novamente com Mary Pickford em 1918, em "Amarilly of Clothesline Alley", e isso, por sua vez, o levou a ser escolhido por Constance Talmadge como seu par em "Up the Road with Sallie". 
A carreira de Kerry floresceu desde os primeiros sucessos e ao longo da década de 1920 - a era do cinema mudo . Em 1920, ele recebia um salário de US $ 750 por semana  e, em 1930, estava sob contrato com a Universal Pictures por doze anos e era considerado um dos atores que haviam desempenhado mais papéis em sua carreira.  Em 1923, estrelou dois de seus filmes mais populares, o enorme sucesso de bilheteria "The Hunchback of Notre Dame", com Lon Chaney e Patsy Ruth Miller e o controverso "Merry-Go-Round", ao lado de Mary Philbin .    O filme agora é considerado um clássico.
Kerry foi novamente escalado juntamente com Lon Chaney e Mary Philbin no clássico de terror de 1925 "The Phantom of the Opera"  O filme foi um enorme sucesso financeiro e de crítica e solidificou sua posição como ator principal durante a década de 1920. Nesse mesmo ano, Kerry estrelou com Philbin no melodrama "Fifth Avenue Models"  e com Patsy Ruth Miller no filme de aventura "Lorraine of the Lions". Em 1927, Kerry novamente compartilhou a tela com Lon Chaney em "The Unknown", também estrelado por Joan Crawford . No final da década, ele havia aparecido em papéis de destaque ao lado de atrizes famosas da época como: Anna Q. Nilsson, Marion Davies, Bebe Daniels, Mildred Harris, Lillian Gish, e Claire Windsor .
No início da era do cinema falado, Kerry se reuniu com Mary Philbin para filmar cenas do filme "The Phantom of the Opera"  reeditado com som em 15 de dezembro de 1929. No entanto, este foi o começo do declínio de sua carreira. Fez apenas alguns filmes americanos depois de 1930. Entre eles estavam "Air Eagles"  , "Bachelor Apartment"  em 1931 e o filme final de Kerry, "Tanks a Million", em 1941. Durante a década de 1930, Kerry também fez alguns filmes para produtores britânicos, alemães e italianos.
Por suas contribuição para a indústria cinematográfica,  Kerry foi homenageado com uma estrela na Calçada da Fama de Hollywood, em Hollywood Blvd 6724 ., Hollywood, Califórnia .

## Vida pessoal
Kerry se casou pela primeira vez em 1920 com Rozene Greppin. O casal se separou em 1928 e Rozene pediu o divórcio no ano seguinte. O divórcio foi concedido em 7 de junho de 1929.
A segunda esposa de Kerry foi Helen Mary  Wells, Eles se casaram em Nova York em 2 de novembro de 1932. O casal se divorciou em 1934. Kerry e Helen voltaram a se casar em 1934 em Viena. Viveram em Bruxelas por um tempo e em 1940 estavam vivendo na Riviera Francesa.
A vida de Kerry teve uma reviravolta surpreendente: em janeiro de 1940, quando se alistou na Legião Estrangeira Francesa .  Na Legião, ele serviu em Luxemburgo e no Marrocos, mas sua missão durou menos de um ano por em função da queda da França na Alemanha nazista . Em janeiro de 1941, Kerry retornou à Califórnia.
No ano seguinte Kerry ficou noivo da atriz Kay English, mas o casamento teve que aguardar até que houvesse a finalização do divórcio entre Kerry e Helen. Kerry e English se casaram, em 1946, e permaneceram casados até sua morte em 1956.
Em Janeiro de 1956, aos 61 anos, Com a idade de 61 anos, em 12 de janeiro de 1956, Norman Kerry morreu em decorrência de uma doença hepática no Hospital Cedars of Lebanon em Los Angeles, Califórnia . Foi enterrado no cemitério de Holy Cross, em Culver City, no Condado de Los Angeles, Califórnia.

## Filmografia

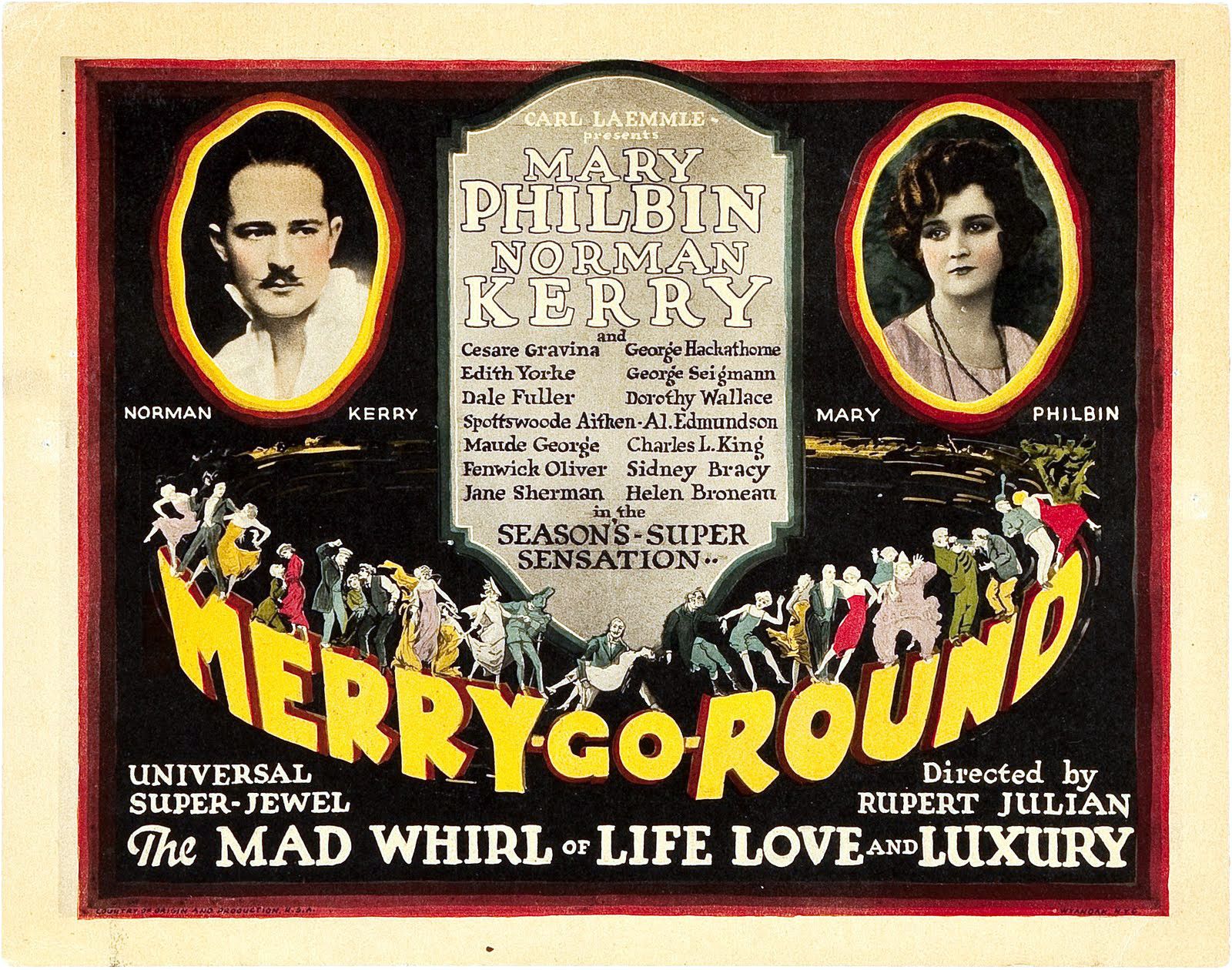
"Merry-Go-Round" (1923)

- Manhattan Madness (1916)
- The Little Princess (1917)
- The Little American (1917)
- The Talk of the Town (1918)
- Good Night, Paul (1918)
- Rose o'Paradise (1918)
- Up the Road with Sallie (1918)
- Amarilly of Clothes-Line Alley (1918)
- Soldiers of Fortune (1919)
- The Dark Star (1919)
- Virtuous Sinners (1919)
- Getting Mary Married (1919)
- Toton the Apache (1919)
- A Splendid Hazard (1920)
- Passion's Playground (1920)
- Get-Rich-Quick Wallingford (1921)
- Little Italy (1921)
- The Wild Goose (1921)
- Proxies (1921)
- Buried Treasure (1921)
- Brothers Under the Skin (1922)
- Till We Meet Again (1922)
- The Man from Home (1922)
- Find the Woman (1922)
- Three Live Ghosts (1922)
- The Satin Girl (1923)
- The Thrill Chaser (1923)
- The Acquittal (1923)
- The Hunchback of Notre Dame (1923)
- Is Money Everything? (1923)
- Merry-Go-Round (1923)
- So This Is Marriage? (1924)
- Butterfly (1924)
- Hello, 'Frisco (1924)
- Between Friends (1924)
- Cytherea (1924)
- True As Steel (1924)
- Daring Youth (1924)
- The Shadow of the East (1924)
- Lorraine of the Lions (1925)
- The Phantom of the Opera (1925/1929)
- Fifth Avenue Models (1925)
- The Price of Pleasure (1925)
- The Love Thief (1926)
- The Barrier (1926)
- Mademoiselle Modiste (1926)
- Under Western Skies (1926)
- Horse Shoes (1927)
- Love Me and the World Is Mine (1927) (also known as The Affairs of Hannerl (1928))
- The Irresistible Lover (1927)
- Body and Soul (1927)
- The Unknown (1927)
- Annie Laurie (1927)
- The Claw (1927)
- The Woman from Moscow (1928)
- The Foreign Legion (1928)
- The Prince of Hearts (1929)
- The Bondman (1929)
- The Woman I Love (1929)
- Trial Marriage (1929)
- Man, Woman and Wife (1929)
- Ex-Flame (1930)
- Air Eagles (1931)
- Bachelor Apartment (1931)
- The Phantom of Santa Fe (1936) (also known as The Hawk (1931))
- Tanks a Million (1941)